# Wood, Skinner & Co.
Wood, Skinner & Co war eine englische Schiffswerft in Bill Quay im Osten von Gateshead am Südufer des Tyne. Sie bestand von 1883 bis 1925.
Die Werft wurde von dem Kaufmann William Wood und dem Schiffbauer James Skinner gegründet; beide hatten zuvor lange Berufserfahrung bei anderen Werften gesammelt. Sie lag am Ufer des Tyne und begann mit sechs Slipanlagen auf etwa 115 Meter Uferlänge. In den frühen 1920er Jahren wurde die Zahl der Slips auf acht erhöht, von denen der größte Schiffe von bis zu 165 Meter Länge aufnehmen konnte. Schiffsmaschinen wurden nicht selber hergestellt, sondern von anderen örtlichen Firmen gekauft. Das erste Schiff wurde 1885 gebaut, die mit 214 BRT vermessene Tilsco, die noch bis 1971, zuletzt unter italienischer Flagge, fuhr. 1897 wurde die Firma in eine Aktiengesellschaft (Limited Company) umgewandelt. 
Die Werft begann mit eisernen und stählernen Küstenfrachtern und kleinen Hochseefrachtern und erwarb sich sehr bald einen guten Ruf als Hersteller von Kohlefrachtern. Skandinavische Reeder waren in den ersten 20 Jahren die Abnehmer eines erheblichen Teils ihrer Schiffe. Örtlicher Hauptkunde war die Burnett Steamship Co. in Newcastle, für die in 32 Jahren insgesamt 30 Schiffe gebaut wurden. 
Die Wirtschaftskrise der Jahre 1921 bis 1925 machte der Werft schwer zu schaffen, 1921 und 1922 liefen nur jeweils zwei Schiffe vom Stapel, 1923 vier. 1924 wurden noch einmal fünf Schiffe gebaut, aber 1925 musste die Werft in Liquidation gehen. Das letzte von insgesamt 330 dort gebauten Schiffen war die mit 1985 BRT vermessene Usworth, die am 27. November 1924 vom Stapel lief und schließlich im September 1925 fertiggestellt wurde. Das letzte Schiff, dessen Bau noch begonnen worden war, blieb bis in die späten 1930er Jahre unvollendet auf dem Helgen liegen, bevor es wieder abgebrochen wurde.